# Mellachberg
Der Mellachberg ist ein 437 m ü. A. hoher Hügel im Oststeirischen Riedelland im österreichischen Bundesland Steiermark. Die Erhebung mit der gleichnamigen Ortschaft in der Gemeinde Fernitz-Mellach trägt eine weithin sichtbare Richtfunkstation.

## Lage und Umgebung
Der Mellachberg liegt am südöstlichen Rand des Grazer Feldes und überragt das Murtal an dieser Stelle um etwa 130 Meter. Er ist Teil eines vom Hühnerberg (484 m) in südsüdwestlicher Richtung zum Schloss Weißenegg auslaufenden Riedels. Im Bereich des Mellachberges beschreibt der dort besonders breite Riedel einen Knick und trennt das Kerbtal des Jakobsbaches im Norden von jenem des Erabaches im Südosten. Nord- und Westseite des Berges präsentieren sich größtenteils bewaldet, während die flachen Süd- und Südosthänge von Siedlungs- und Agrarflächen geprägt sind. Rund um den Mellachberg liegen die Ortsteile Mellach, Murberg und Enzelsdorf (Gemeinde Fernitz-Mellach) sowie Wutschdorf und Krottendorf (Heiligenkreuz am Waasen). 

## Geschichte
In einem Waldstück zwischen dem Mellach Bergweg und der Waldstraße befindet sich eine Hügelgräbergruppe, die Mitte der 1970er-Jahre, 1984 und 1988 archäologisch untersucht wurde. Dabei konnten zwei Tumuli unbestimmter Datierung mit Durchmessern von 15 bzw. acht Metern und Höhen von 2,2 bzw. einem Meter festgestellt werden. Karl Bracher vermutete in einem Artikel aus dem Jahr 1957 das Zusammentreffen zweier Römerstraßen in Enzelsdorf. Eine davon könnte entlang des Jakobsbaches und beim heutigen vlg. Forstsimerl über den Mellachberg geführt haben, um den rutschungsgefährdeten Murberg zu umgehen. Heute führen eine Radroute (Mellachbergtour GU5) sowie zwei markierte Wanderwege über den Hügel.
Aufgrund des guten Ausblicks diente der Mellachberg während der Türkenkriege als Zwischenstation für Kreidfeuer zwischen der Burg Murberg und Vasoldsberg. Beginnend mit der Landnahme wurden die Hänge für den Weinbau genutzt. Ein erster schriftlicher Nachweis für einen Überlandweingarten datiert aus dem Jahr 1542 und betrifft einen Stefan Vischer zu Mellach.

## Richtfunkstation

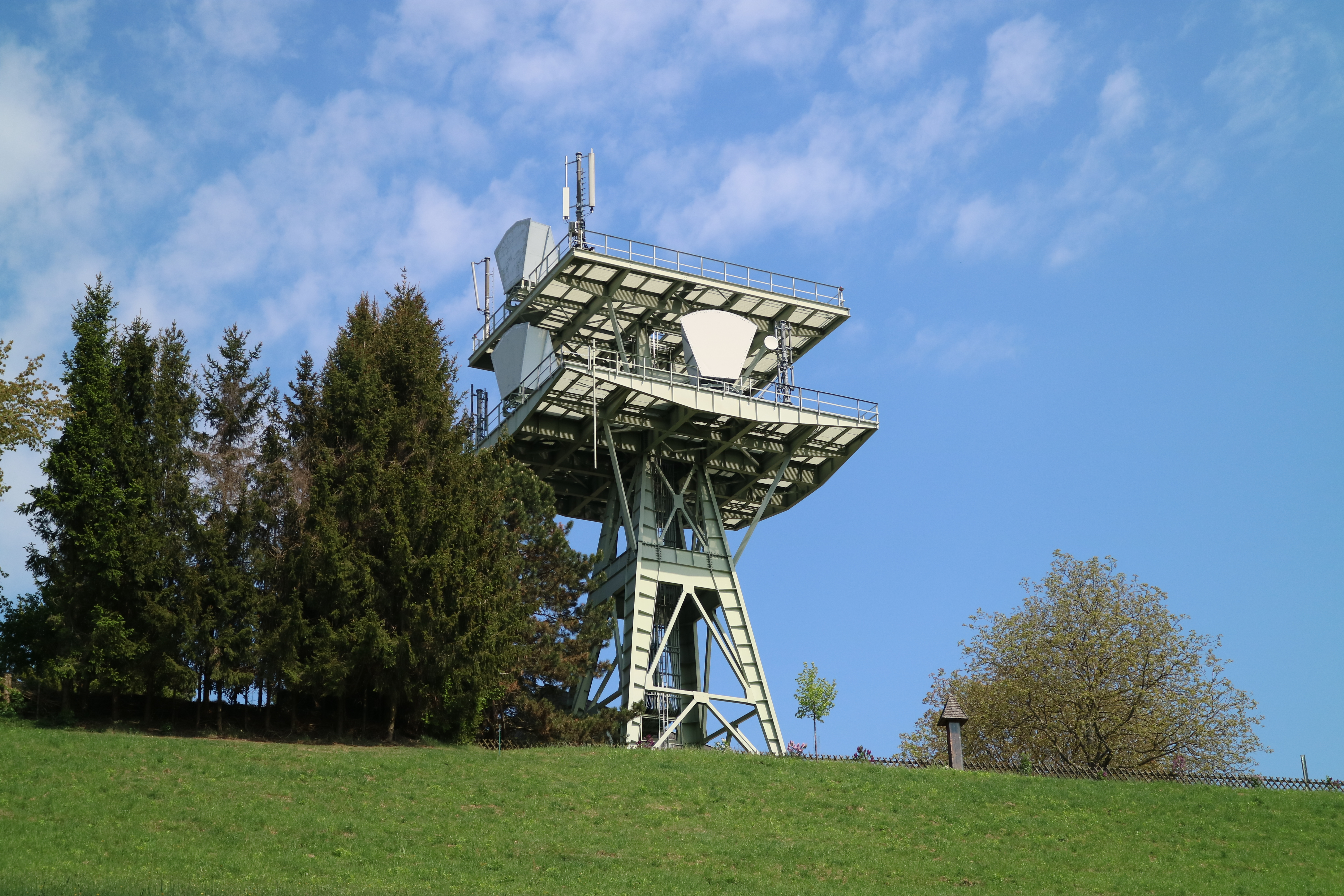
Richtfunkstation Mellachberg

Der Sendemast auf dem Mellachberg ist Teil der Richtfunkstrecke Wien-Kärnten bzw. Wien-Slowenien. Im Zuge des Ausbaus des österreichischen Richtfunknetzes bis 1959 wurde er als Fachwerkkonstruktion aus Stahlträgern ausgeführt. Zwei Hornstrahler leiten das vom Schöckl kommende Signal weiter zur Station auf dem Steinschneider (Koralpe), ein weiterer zur Station auf dem Pohorje bei Maribor (Mariborsko pohorje).
Rund 150 Meter nördlich der Richtfunkstation verläuft seit 2008 die Trasse der 380-kV-Steiermarkleitung.